# Courbe plane
 (février 2007).

Courbe hyperbolique.

En mathématiques, plus précisément en géométrie, une courbe plane est une courbe qui est entièrement contenue dans un (unique) plan, et qui est identifiable à une fonction continue :
{\displaystyle \alpha :I\longrightarrow \mathbb {R} ^{2}~}
où {\displaystyle I} est un intervalle de l'ensemble {\displaystyle \mathbb {R} } des nombres réels.
L'image d'une courbe est aussi appelée support de la courbe. Parfois, on utilise aussi l'expression courbe pour indiquer le support d'une courbe. Une courbe sur un espace euclidien de dimension supérieure à 2 est dite plane si son support est contenu dans un plan lui-même contenu dans l'espace euclidien dans lequel elle est définie.
Une courbe plane est dite simple si elle ne se recoupe pas, autrement dit, si
{\displaystyle \forall \ (t_{1},t_{2})\in I^{2},t_{1}\neq t_{2}\Longrightarrow \alpha (t_{1})\neq \alpha (t_{2})}.

## Représentations

### Représentation par une forme cartésienne explicite
Une manière de représenter une courbe plane est l'équation :
{\displaystyle y=f(x)\,}
telle qu'à chaque point x corresponde un point y, et de façon que chaque point du plan xy : (x , y) représente le support de la courbe. Une courbe de ce type est également nommée graphique en référence au graphique d'une fonction réelle ; en effet, la représentation peut aussi s'écrire :
{\displaystyle \alpha (t)=(t,f(t))\,}
c'est-à-dire comme fonction d'une variable indépendante. Cette représentation a de nombreuses limites géométriques, du fait que très souvent, une courbe a une description très complexe sous cette forme, qui n'est donc pas adaptée à l'étude des propriétés géométriques.

### Représentation par une forme cartésienne implicite
Une courbe peut également être représentée sous la forme :
{\displaystyle F(x,y)=0\,}
c'est-à-dire comme fonction de deux variables indépendantes. Cette représentation est, selon certains points de vue, meilleure que la représentation explicite ; cependant, on peut rencontrer des problèmes quand il faut expliciter l'une des deux variables en fonction de l'autre : souvent, c'est très compliqué, quand ce n'est pas impossible.

### Représentation paramétrée
La meilleure représentation est sans aucun doute la représentation paramétrée, du type :
{\displaystyle \alpha :{\begin{cases}x=\phi (t)\\y=\psi (t)\end{cases}}} ou bien {\displaystyle \alpha (t)=(\phi (t),\psi (t))}
où {\displaystyle t\in I} s'appelle le paramètre.
La condition de continuité ne suffit pas pour représenter et étudier les courbes vues comme objets filiformes à une dimension avec les caractéristiques de régularité voulues. La condition supplémentaire est que la courbe plane soit différentiable sur {\displaystyle I}.
Une courbe plane paramétrée {\displaystyle \alpha (t)=(\phi (t),\psi (t))} est dite différentiable en tout point si les fonctions {\displaystyle \phi (t)} et {\displaystyle \psi (t)} ont des dérivées continues en tout point.
On dit qu'une courbe plane paramétrée est régulière en un point {\displaystyle t_{0}} (ou que {\displaystyle t_{0}} est un point régulier pour cette courbe) si {\displaystyle \alpha '(t_{0})=(\phi '(t_{0}),\psi '(t_{0}))\neq (0,0)} ; elle est dite régulière sur I si {\displaystyle \alpha '(t)\neq (0,0)} en tout point {\displaystyle t} de {\displaystyle I}.
Un point {\displaystyle t_{0}} tel que {\displaystyle \alpha '(t_{0})=(0,0)} est appelé point singulier pour la courbe.

## Tangente
La régularité de la courbe permet de définir la droite tangente à la courbe. Soient {\displaystyle \alpha (t)} une courbe différentiable et {\displaystyle P_{0}=\alpha (t_{0})} un point régulier. On peut définir la tangente à la courbe en ce point comme étant la droite passant par {\displaystyle P_{0}} et parallèle au vecteur {\displaystyle \alpha '(t_{0})=(\phi '(t_{0}),\psi '(t_{0}))}.
La tangente a une équation cartésienne au point {\displaystyle t_{0}} :
{\displaystyle \psi '(t_{0})\cdot (X-\phi (t_{0}))-\phi '(t_{0})\cdot (Y-\psi (t_{0}))=0}
et pour équations paramétrées :
{\displaystyle {\begin{cases}X_{t}=\phi '(t_{0})(t-t_{0})+\phi (t_{0})\\Y_{t}=\psi '(t_{0})(t-t_{0})+\psi (t_{0})\end{cases}}}
Dans le cas d'une courbe représentée explicitement par une équation {\displaystyle y=f(x)}, la tangente au point {\displaystyle (x_{0},y_{0})} est donnée par la relation :
{\displaystyle f'(x_{0})\cdot (x-x_{0})-(y-y_{0})=0}.
Dans le cas d'une courbe représentée par une équation implicite {\displaystyle F(x,y)=0}, la tangente au point {\displaystyle (x_{0},y_{0})} est donnée par la relation :
{\displaystyle F_{x_{0}}\cdot (x-x_{0})+F_{y_{0}}\cdot (y-y_{0})=0}
où {\displaystyle F_{x_{0}}} (respectivement {\displaystyle F_{y_{0}}}) désigne la dérivée partielle par rapport à {\displaystyle x} (respectivement {\displaystyle y}) de {\displaystyle F}, évaluée au point {\displaystyle x_{0}} (respectivement {\displaystyle y_{0}}).

## Normale
La régularité de la courbe permet de définir la droite normale à la courbe au point {\displaystyle t_{0}}, d'équation cartésienne :
{\displaystyle \phi '(t_{0})\cdot (\phi (t_{0})-\phi (t))+\psi '(t_{0})\cdot (\psi (t_{0})-\psi (t))=0}.
Cette équation devient, avec les mêmes notations que dans le paragraphe précédent :
- Pour une représentation explicite :

{\displaystyle f'(x_{0})\cdot (y-y_{0})+(x-x_{0})=0}.
- Pour une représentation implicite :

{\displaystyle F_{y_{0}}\cdot (x-x_{0})-F_{x_{0}}\cdot (y-y_{0})=0}.

## Cosinus directeurs
D'après la définition même de la dérivée, on obtient :
{\displaystyle {\frac {\psi '(t)}{\phi '(t)}}=\tan \theta }
ce qui, d'un point de vue géométrique, représente la pente de la droite tangente à la courbe, autrement dit la tangente (au sens trigonométrique du terme) de l'angle que cette tangente forme avec l'axe horizontal (l'axe des 'x'). De cette relation, on peut extraire les cosinus directeurs de la tangente à la courbe :
{\displaystyle \cos \theta =\pm {\frac {\phi '(t)}{\sqrt {\phi '(t)^{2}+\psi '(t)^{2}}}}}
{\displaystyle \sin \theta =\pm {\frac {\psi '(t)}{\sqrt {\phi '(t)^{2}+\psi '(t)^{2}}}}}

## Reparamétrage
Soient {\displaystyle \alpha :I\longrightarrow \mathbb {R} ^{2}} une courbe plane différentiable, et {\displaystyle t=t(s)} une fonction définie sur l'intervalle {\displaystyle S} et à valeurs dans {\displaystyle I}. Alors la courbe :
{\displaystyle \beta =\alpha \circ t:S\longrightarrow \mathbb {R} ^{2},}
telle que pour tout {\displaystyle s\in S,\beta (s)=\alpha (t(s))}, est un reparamétrage de la courbe {\displaystyle \alpha }. Le reparamétrage est dit régulier si {\displaystyle t(S)=I} et si {\displaystyle \forall s\in S,t'(s)\neq 0}.
On vérifie alors le théorème suivant : si {\displaystyle \beta =\alpha \circ t} est un reparamétrage de la courbe {\displaystyle \alpha } par {\displaystyle t=t(s)} alors
{\displaystyle \beta '(s)={\frac {dt}{ds}}\alpha '(t(s))}
Démonstration
Si {\displaystyle \alpha (t)=(\phi (t),\psi (t))} alors {\displaystyle \beta (s)=(\phi (t(s)),\psi (t(s)))} et d'après les théorèmes de dérivation des fonctions composées, on a :
{\displaystyle {\frac {d\phi (t(s))}{ds}}={\frac {d\phi }{dt}}\cdot {\frac {dt}{ds}}}
{\displaystyle {\frac {d\psi (t(s))}{ds}}={\frac {d\psi }{dt}}\cdot {\frac {dt}{ds}}}
et ainsi on obtient :
{\displaystyle \beta '(s)={\frac {dt}{ds}}\left({\frac {d\phi }{dt}},{\frac {d\psi }{dt}}\right)={\frac {dt}{ds}}\alpha '(t(s))}

## Longueur d'une courbe

### Longueur d'un arc paramétré
Soient {\displaystyle \alpha (t)=(\phi (t),\psi (t))} une courbe différentiable sur I, et {\displaystyle [a,b]\subseteq I}. Alors la longueur de l'arc de courbe compris entre {\displaystyle \alpha (a)} et {\displaystyle \alpha (b)} vaut :
{\displaystyle L(\alpha )=\int _{a}^{b}\|\alpha '(t)\|dt=\int _{a}^{b}{\sqrt {\phi '(t)^{2}+\psi '(t)^{2}}}\cdot dt}.
Si de plus {\displaystyle \beta (s)} est un reparamétrage de la courbe, alors :
{\displaystyle L(\alpha )=L(\beta )=\int _{a}^{b}\|\alpha '(t)\|dt=\int _{a}^{b}\|\beta '(s)\|ds}.

### Longueur et forme cartésienne explicite
Si la courbe est représentée sous forme cartésienne explicite {\displaystyle y=f(x)} alors, comme {\displaystyle {\frac {dx}{dx}}=1} et {\displaystyle {\frac {df(x)}{dx}}={\frac {dy}{dx}}}, la longueur de la courbe est donnée par :
{\displaystyle L=\int _{a}^{b}{{\sqrt {1+\left({\frac {dy}{dx}}\right)^{2}}}\cdot dx}}.

### Paramétrage avec les coordonnées polaires planes
Une forme de paramétrage qui revêt une importance notable dans l'étude des mathématiques, de la géométrie et dans de nombreux domaines d'application des mathématiques, est celle des coordonnées polaires planes. Étant donné une courbe paramétrée en coordonnées polaires par la forme cartésienne {\displaystyle r=r(\theta )}, avec c ≤ θ ≤ d, et par la forme paramétrée :
{\displaystyle {\begin{cases}\phi (\theta )=r(\theta )\cos \theta \\\psi (\theta )=r(\theta )\sin \theta \end{cases}}}, de paramètre θ.
Alors ses dérivées sont : {\displaystyle {\begin{cases}\phi '(\theta )=r'(\theta )\cos \theta -r(\theta )\sin \theta \\\psi '(\theta )=r'(\theta )\sin \theta +r(\theta )\cos \theta \end{cases}}}
et donc la longueur de l'arc est :
{\displaystyle L=\int _{c}^{d}{{\sqrt {\phi '(\theta )^{2}+\psi '(\theta )^{2}}}\cdot d\theta }=\int _{c}^{d}{{\sqrt {r(\theta )^{2}+r'(\theta )^{2}}}\cdot d\theta }=\int _{c}^{d}{{\sqrt {r(\theta )^{2}+\left({\frac {dy}{dx}}\right)^{2}}}\cdot d\theta }}.

## Abscisse curviligne
On définit l'abscisse curviligne ou paramètre longueur d'arc comme étant le reparamétrage particulier obtenu en fixant la borne inférieure d'intégration a, de façon que l'intégrale {\displaystyle s(t)=\int _{a}^{t}{\|\alpha '(u)\|du}} ne dépende que de la borne supérieure t, vue comme variable. Cette fonction est, géométriquement, la longueur de l'arc de courbe à partir d'un point fixe a, affectée éventuellement d'un signe. Il est toujours possible de paramétrer de nouveau la courbe selon l'abscisse curviligne. Dans ce cas, pour déterminer la tangente en un point, on sait qu'elle est parallèle à un vecteur tangent unitaire. On démontre que l'on peut toujours paramétrer de nouveau une courbe au moyen de l'abscisse curviligne de la façon suivante :
étant donné que {\displaystyle s'(t)=\|\alpha '(t)\|>0}, on peut inverser {\displaystyle s(t)}, et son inverse est {\displaystyle t=t(s)}. Alors on obtient le reparamétrage par l'abscisse curviligne donné par : {\displaystyle \beta (s)=\alpha (t(s))}.
On démontre ensuite que le vecteur tangent est unitaire :
{\displaystyle \|\beta '(s)\|=|{\frac {dt}{ds}}|\cdot \|\alpha '(t)\|={\frac {1}{|s'(t)|}}\|\alpha '(t)\|={\frac {\|\alpha '(t)\|}{\|\alpha '(t)\|}}=1}.

## Courbure
Soit {\displaystyle \beta (s)} une courbe paramétrée selon l'abscisse curviligne et {\displaystyle \beta '(s)} son vecteur tangent unitaire. Considérons la fonction {\displaystyle k:S\longrightarrow \mathbb {R} ,s\longmapsto k(s)=\|\beta ''(s)\|}. Alors la fonction {\displaystyle k(s)\geq 0} est dite courbure de la courbe.
Si la courbe est représentée explicitement, sa courbure est :
{\displaystyle k={\frac {f''(x)}{\left(1+f'^{2}\right)^{3/2}}}}.
En revanche, pour une courbe représentée par une équation implicite, la courbure est évaluée par :
{\displaystyle k={\frac {F_{y}^{2}\cdot F_{xx}-2F_{x}\cdot F_{y}\cdot F_{xy}+F_{x}^{2}\cdot F_{yy}}{\left(F_{x}^{2}+F_{y}^{2}\right)^{3/2}}}}.

## Formules de Frenet
Une courbe (suffisamment régulière) de l'espace possède, en tous ses points, un système de référence, dit trièdre de Frenet, donné par un triplet de vecteurs tangent, normal et binormal. Une telle courbe est plane si et seulement si le vecteur binormal est toujours nul.
Soit {\displaystyle \beta (s)=(\phi (s),\psi (s))} une courbe paramétrée selon l'abscisse curviligne. Le vecteur unitaire tangent est déterminé par :
{\displaystyle T(s)=\beta '(s)=(\phi '(s),\psi '(s)).}
Le vecteur unitaire normal est déterminé par :
{\displaystyle N(s)=\mathrm {i} \cdot T(s)=(-\psi '(s),\phi '(s)),}
où i est l'unité imaginaire telle que {\displaystyle \mathrm {i} ^{2}=-1}. Grâce à la définition de la courbure, on peut donner une autre forme au vecteur unitaire normal :
{\displaystyle N(s)={\frac {T'(s)}{\|T'(s)\|}}={\frac {T'(s)}{k(s)}}.}
On démontre que le vecteur {\displaystyle T'} est orthogonal à T et donc parallèle à N.
Finalement, les formules de Frenet et la courbure pour une courbe plane, quel que soit son paramétrage {\displaystyle \alpha (t)=(\phi (t),\psi (t))}, sont :
{\displaystyle T(t)={\frac {\alpha '(t)}{\|\alpha '(t)\|}}}
{\displaystyle N(t)={\frac {\mathrm {i} \cdot \alpha '(t)}{\|\alpha '(t)\|}}}
{\displaystyle k(t)={\frac {\alpha ''(t)\cdot (\mathrm {i} \alpha '(t))}{\|\alpha '(t)\|^{3}}}}

## Exemples de courbes planes

### Courbes planes classiques
- La droite

- Le cercle
  - Le cercle unité

- les cissoïdes :
  - La cissoïde de Dioclès
  - La conchoïde de Sluze

- Les coniques :
  - l'ellipse
  - la parabole
  - l'hyperbole

- les courbes cycloïdales :
  - la cycloïde
  - l'épicycloïde
  - l'hypocycloïde
  - la cardioïde
  - la néphroïde
  - l'astroïde
  - la deltoïde

- Les courbes isochrones :
  - L'isochrone de Huygens
  - L'isochrone de Leibniz
  - L'isochrone paracentrique
  - L'isochrone de Varignon

- les lemniscates :
  - Le lemniscate de Bernoulli
  - Le lemniscate de Gerono
  - Le lemniscate de Booth

- Les spirales :
  - La spirale d'Archimède
  - La spirale hyperbolique
  - La spirale logarithmique
  - La spirale de Fermat
  - La clothoïde ou spirale d'Euler
  - La spirale de Cotes
  - La spirale de Galilée
  - Le lituus

- la sinusoïde
- la fonction exponentielle
- l'atriphtaloïde (en)
- la chaînette
- Le folium de Descartes
- l'hélice
- les conchoïdes
- le limaçon de Pascal
- Les pétales de rose
- La strophoïde
- La superellipse
- la tractrice
- La trisectrice de Maclaurin
- la courbe du chien

- les courbes enveloppes
- les courbes développantes

### Constructions
- La courbe du dragon
- Le flocon de Koch
- Les courbes de Bézier
- Les splines
- courbe de largeur constante

### Courbes analytiques
- Courbe fermée
- Courbe rectifiable
- Courbe de Jordan
- Courbe de Peano
- Courbe de Sierpinski

### Courbes algébriques
Une courbe algébrique est une variété algébrique de dimension (en)1, généralement exprimée sous la forme d'un polynôme de degré divers. Des exemples incluent :
- Les droites projectives
- Les courbes quadriques, autre nom des coniques, de degré 2
- Les courbes cubiques, de degré 3
  - La cubique d'Agnesi
- Les courbes quartiques, de degré 4
  - La courbe de Klein
- Les courbes quintiques, de degré 5
  - La quintique de l'Hospital
- Les courbes sextiques, de degré 6
- Les courbes elliptiques
- Les courbes hyperelliptiques
- Les courbes modulaires
- Les courbes de Fermat